# Чермеђешти (Песчана)
Чермеђешти (рум. Cermegești) насеље је у Румунији у округу Валча у општини Песчана. Oпштина се налази на надморској висини од 309 m.

## Становништво
Према подацима из 2002. године у насељу је живело 432 становника, од којих су сви румунске националности.